# 日田市情報センター
日田市情報センター（ひたしじょうほう-）は日田市が運営していたケーブルテレビ局である。
- 愛称 水郷TV（すいきょうてぃびー）[1]、または水郷テレビ（すいきょう-）

2022年（令和4年）4月1日をもってKCVコミュニケーションズへ事業を譲渡した。
当記事では、日田市大山町地域にあった市営ケーブルテレビ局日田市大山情報センター（ひたしおおやまじょうほう-、旧・大山町有線テレビ）についてもここで説明する。

## 所在地
- 日田市田島二丁目6番1号（市役所内）

## サービスエリア
- 大分県日田市
  - KCVコミュニケーションズのサービスエリア以外の日田市全域

## サービス内容

### テレビ放送
地上波系列別再送信局
| NHK-G   | NHK-E   | NNN                 | NNS                 | ANN                       | JNN                  | TXN         | FNN                     | FNS                     | JAITS |
| ------- | ------- | ------------------- | ------------------- | ------------------------- | -------------------- | ----------- | ----------------------- | ----------------------- | ----- |
| NHK大分 | NHK大分 | テレビ大分 福岡放送 | テレビ大分 福岡放送 | 大分朝日放送 九州朝日放送 | 大分放送 RKB毎日放送 | TVQ九州放送 | テレビ大分 テレビ西日本 | テレビ大分 テレビ西日本 |       |

- 日田市自主放送
- 地上デジタル放送
  - NHK（総合・Eテレ）
  - 大分の民間放送（OBS大分放送・TOSテレビ大分・OAB大分朝日放送）
  - 福岡の民間放送（RKB毎日放送・TNCテレビ西日本・FBS福岡放送・KBC九州朝日放送・TVQ九州放送）
地上デジタル放送を「アナログ放送に変換」して送信する予定は公表されている[3]が、実施される放送チャンネルについては公表されていない。
  - BS放送

### インターネット接続サービス
- 速度は「最大100Mbps」のみである。
- オプションサービスは「KCVコミュニケーションズ」と契約して利用することになる。

### 告知放送
- 行政情報や防災情報、地域のお知らせなどの音声放送で専用端末により放送される。
- 告知放送が実施されていない時間帯には「FMラジオ放送」を告知放送端末により聴くことができるが、利用できる放送局については公表されていない。
- 告知放送端末のみを利用する加入制度がある。

## 日田市大山情報センターについて

### サービスエリア
大分県日田市大山町地域

### 所在地
日田市大山町西大山3545番地1（日田市大山振興局所在地）

### 2009年頃の状況
日田市のサイトでは、公開されているのは「条例」と「条例施行規則」のほか「総務財政部　大山振興局」に記載が見られる程度である。合併前の大山町が、1987年開局していたもので、合併して市営のケーブルテレビ局となった。インターネットアーカイブの利用で過去のサービスについては、確認できる。
2009年3月「日田市情報センターの設置及び管理に関する条例」が制定され、7月からはそれに基づき地域情報基盤整備事業工事が開始された。市役所に「情報センター」を設置しテレビ放送・インターネット接続などのサービスを実施するものでKCVコミュニケーションズのサービスエリア以外の日田市全域を2ヵ年かけて整備していく計画である。光ファイバーを加入者各戸に引き込む方式で「日田市光ネットワーク」とも呼ばれるこの事業は、「大山町地域」も整備されるものであり「大山情報センター」の条例は「日田市情報センターの設置及び管理に関する条例」の制定にあわせ廃止されている。
2009年11月に行われた「第50回目大山ＮＰＣまつり」の西日本新聞の記事に於いて『本年度で放送を終える同町の有線テレビ・ＯＹＴの歩みを振り返る番組放映』と伝えられている。

### 2005年当時の放送チャンネル

#### テレビ局
| アナログ | 放送局               |
| -------- | -------------------- |
| 1        | NHK大分総合          |
| 2        | NHK大分教育          |
| 3        | OAB大分朝日放送      |
| 4        | テレビ大分           |
| 5        | 自主放送 1           |
| 6        | FBS福岡放送          |
| 8        | TNCテレビ西日本      |
| 9        | RKB毎日放送          |
| 10       | OBS大分放送          |
| 11       | TXN九州              |
| 12       | KBC九州朝日放送      |
| C17      | 自主放送 気象情報    |
| C18      | グリーンチャンネル   |
| C21      | NHK BS1              |
| C22      | NHK BS2              |
| C29      | WOWOW                |
| C34      | ガイドチャンネル     |
| C36      | 学校間放送用         |
| C37      | 学校間放送用         |
| C39-C43  | リクエストチャンネル |

#### ラジオ局
| MHz  | 放送局     |
| ---- | ---------- |
| 81.5 | NHK大分FM  |
| 83.5 | FM OITA    |
| 85.5 | FM九州     |
| 87.5 | fm fukuoka |